# Knox megye (Illinois)
Knox megye az Amerikai Egyesült Államokban, azon belül Illinois államban található. Megyeszékhelye és legnagyobb városa Galesburg.

## Szomszédos megyék
- Mercer megye (északnyugat)
- Henry megye (észak)
- Stark megye (kelet)
- Peoria megye (délkelet)
- Fulton megye (dél)
- Warren megye (nyugat)

## Népesség
A megye népességének változása:
| Lakosok száma | 52 915 | 52 661 | 52 254 | 52 078 | 51 441 | 49 967 |
|               | 2010   | 2011   | 2012   | 2013   | 2015   | 2020   |